# Landero y Coss, Tlachichilco
Landero y Coss är en ort i Mexiko.   Den ligger i kommunen Tlachichilco och delstaten Veracruz, i den sydöstra delen av landet, 160 km nordost om huvudstaden Mexico City. Landero y Coss ligger 1 031 meter över havet och antalet invånare är 382.
Terrängen runt Landero y Coss är kuperad åt nordost, men åt sydväst är den bergig. Landero y Coss ligger uppe på en höjd. Runt Landero y Coss är det ganska glesbefolkat, med 38 invånare per kvadratkilometer. Närmaste större samhälle är Tlachichilco, 2,9 km norr om Landero y Coss. Omgivningarna runt Landero y Coss är en mosaik av jordbruksmark och naturlig växtlighet.